# Кориа, Гильермо
Гильермо Себастьян Кориа (исп. Guillermo Sebastián Coria; родился 13 января 1982 года в Руфино, Аргентина) — аргентинский теннисист; бывшая третья ракетка мира в одиночном разряде; финалист одного турнира Большого шлема в одиночном разряде (Открытый чемпионат Франции-2004); победитель девяти турниров АТР в одиночном разряде.
В юниорах: победитель одного юниорского турнира Большого шлема в одиночном разряде (Открытый чемпионат Франции-1999); победитель одного юниорского турнира Большого шлема в парном разряде (Уимблдон-1999); финалист одиночного турнира Orange Bowl (1998); бывшая первая ракетка мира в юниорском одиночном разряде и бывшая вторая — в юниорском парном.

## Общая информация
Гильермо — старший из трёх сыновей Оскара и Грасьелы Кориа. Его младших братьев зовут Федерико и Роман. Федерико (род. 1992) также стал теннисистом и входил в топ-50 мирового рейтинга.
Кориа был назван в честь именитого соотечественника Гильермо Виласа. Его отец являлся теннисным тренером и вскоре после того, как Гильермо научился ходить, он начал заниматься теннисом. Его мать домохозяйка.
27 декабря 2003 года женился на девушке по имени Карла. У пары родились два ребёнка: сын Тьяго (родился 12 апреля 2012 года) и дочь Дельфина (родилась 4 октября 2013).
Прозвище аргентинца — Эль Маго (исп. El Mago) — исп. «волшебник». Теннисными кумирами в молодости были Андре Агасси и Марсело Риос. Болельщик футбольного клуба «Ривер Плейт».

## Спортивная карьера

### Начало карьеры
Кориа ещё на юниорском уровне обратил на себя внимание специалистов. В 1998 году в возрасте 16-ти лет стал финалистом одиночного турнира Orange Bowl, где в финале проигрывает Роджеру Федереру,в  том же году в июне Гильермо участвует в Всемирной детской Олимпиаде в Москве где доходит до финала в одиночном разряде. В 1999 году выигрывает юниорский Открытый чемпионат Франции, переиграв в финале своего друга и соотечественника Давида Налбандяна. Через месяц Гильермо и Давид, выступая уже совместно в парных соревнованиях, выиграли юниорский Уимблдонский турнир. За сезон 1999 года они с Налбандяном смогли выиграть ещё три турнира серии «фьючерс». На юниорском уровне Кориа смог достичь статуса первой ракеткой мира в одиночном и второй в парном разряде.
Весной 2000 года выиграл первые два «фьючерса» в одиночном разряде. В мае аргентинец дебютировал на соревнованиях ATP-тура, выступив на турнире на Мальорке. В первом раунде он обыграл представителя топ-100 Кристофа Рохуса, а во втором уступил именитому испанцу Карлосу Мойе. Как победитель юниорского турнира прошлого года Кориа получил приглашение выступить на турнире серии Большого шлема Открытом чемпионате Франции, где обыграв француза Микаэля Льодра, вышел во второй раунд. В октябре Гильермо выиграл первый турнир из серии «челленджер» в Лиме. Затем он выигрывает ещё три «челленджера»: в Сан-Паулу, Монтевидео и Буэнос-Айресе. Эти результаты позволяют ему впервые войти в топ-100 мирового рейтинга.
На Открытом чемпионате Австралии 2001 года, Кориа вышел во второй раунд, выиграв у чилийца Фернандо Гонсалеса и проиграв испанцу Алексу Калатраве. После Австралийского чемпионата на соревнованиях в Боготе впервые выходит в четвертьфинал турнира ATP. В феврале он завоевывает первый титул ATP, выиграв на турнире в Винья-дель-Мар. В финале Гильермо обыграл Гастона Гаудио 4-6 6-2 7-5. Через неделю Гаудио берет реванш, обыграв Корию в четвертьфинале турнира в Буэнос-Айресе. Гильермо впервые поднимается в рейтинге в топ-50. На турнире серии Мастерс в Майами он выходит в третий раунд. На грунтовом Мастерсе в Монте-Карло ему удается дойти до полуфинала, где он уступает № 2 в мире на тот момент Густаво Куэртену. В апреле на Мальорке он выходит в финал, где проигрывает испанцу Альберто Мартину. На Открытом чемпионате Франции 2001 года ему в соперники в первом же раунде достался действующий чемпион турнира Густаво Куэртен, ставший на тот момент к тому же первой ракеткой мира. Гильермо проиграл более именитому сопернику 1-6 5-7 4-6, а Куэртен по итогу турнира сумел защитить свой титул. На Уимблдонском турнире Кориа в первом раунде уступил другому бразильскому теннисисту Фернандо Мелигени в пяти сетах 4-6 6-3 6-0 4-6 3-6. В июле на турнире в Кицбюэле он выходит в полуфинал.

### Применение допинга
В апреле 2001 года на турнире в Барселоне допинг-проба Гильермо Кории, взятая после матча со швейцарским теннисистом Мишелем Кратохвилем дала положительный результат на запрещенный нандролон. Повторная проба также дала положительный результат и Кориа был в августе отстранен от участие на Мастерсе в Цинциннати. По итогу его дисквалифицировали на два года и оштрафовали на 98 565 долларов. Аргентинец не признавал свою вину и в ходе расследования выяснил, что препарат попал в его организм через поливитамины, которые он употреблял. Фирма производитель не писала на упаковке, что добавляла в состав стероиды. Кориа подал в суд на компанию, которая в итоге признала свою вину и выплатила Гильермо компенсацию. Несмотря на это, дисквалификация не была снята с аргентинца, а лишь сокращена до семи месяцев, вернуться на корт ему удалось в марте 2002 года.

### 2002—2003 (возвращение на корт)
Возвращение к теннису произошло на «челленджере» в Майами. Там же, но уже на турнире серии Мастерс он выходит в третий раунд. В апреле в Хьюстоне он доходит до полуфинала. На Открытом чемпионате Франции 2002 года Кориа обыграл Саргиса Саргсяна и Райнера Шуттлера и впервые вышел в третий раунд. Там он уступает Хуану Карлосу Ферреро 2-6 3-6 3-6, который на том турнире дошёл до финала. В июне аргентинец выиграл «челленджер» в Простеёве, обыграв в решающем матче Иржи Новака и возвращается в рейтинге в топ-100. В том же месяц он выиграл «челленджер» в Лугано. В июле на турнире в Умаге он выходит в четвертьфинал. На дебютном Открытом чемпионате США Кориа выходит в третий раунд. В сентябре он смог выйти в финал турнира в Сан-Паулу, где проиграл местному любимцу Густаво Куэртену 7-6(4) 5-7 6-7(2). Сезон Гильермо закончил на 45-м месте.
2003 год Кориа начал с четвертьфинала на турнире в Окленде. На Открытом чемпионате Австралии он улучшает свой результат и выходит впервые в четвёртый раунд, где проигрывает своему кумиру детства Андре Агасси, отказавшись от борьбы во втором сете. В феврале на турнире в Буэнос-Айресе, обыграв четверых свои соотечественников (в том числе представителя топ-10 Давида Налбандяна) Гильермо вышел в финал соревнований, где проиграл испанцу Карлосу Мойе 3-6 6-4 4-6. Реванш у 4-й ракетки мира Кориа взял на Мастерсе в Монте-Карло, где он обыгрывает испанца на стадии полуфинала со счётом 7-6(3) 6-2. В первом для себя финале турнира серии Мастерс Гильермо легко уступает испанцу Хуану Карлосу Ферреро 2-6 2-6. В мае еще на одном грунтовом Мастерсе в Гамбурге аргентинец смог выиграть свой первый титул на турнирах столь высокого уровня. По ходу турнира он ни разу не встречался с представителям топ-20, а в финале ему противостоял № 31 в мире Агустин Кальери, которого Кориа выиграл со счётом 6-3 6-4 6-4. В результате Кориа смог ворваться в топ-10 мирового тенниса, заняв 7-е место. На Открытом чемпионате Франции он останавливается в шаге от выхода в финал. Обыграв в четвертьфинале № 2 в мире Андре Агасси 4-6 6-3 6-2 6-4, он был фаворитом в полуфинальном матче против 46-го в мире Мартина Веркерка, но уступил ему — 6-7(4) 4-6 6-7(0).
На Уимблдонском турнире 2003 года Кориа в первом же раунде уступает бельгийцу Оливье Рохусу. Вернувшись в июле на грунт Кориа выиграл три турнира подряд. Первым из них стал турнир в Штутгарте, где в финале был обыгран Томми Робредо 6-2 6-2 6-1. Затем его ждал успех в Кицбюэле, где в финале он победил чилийца Николаса Массу 6-1 6-4 6-2. В завершении этой серии был выигран титул на турнире в Сопоте. Переиграв в финале Давида Феррера 7-5 6-1, аргентинец довёл свою беспроигрышную серию до 15 побед и 32 выигранных сетов подряд. На Мастерсе в Цинциннати, куда Кориа приехал в ранге пятой ракетки мира, его результатом стал выход в четвертьфинал. Такого же результата он добивается на Открытом чемпионате США, где проигрывает № 1 в мире Андре Агасси 4-6 3-6 5-7. В октябре Гильермо выигрывает первый в карьере титул ATP не на грунте и в закрытом помещении. Происходит это событие на зальном турнире в Базеле. Попав по итогам сезона на Итоговый турнир ATP, Кориа на самом турнире дважды проиграл: Энди Роддику и Райнеру Шуттлеру, один раз выиграл у Карлоса Мойи
и в итоге не смог выйти из группы. Успешный для себя сезон Гильермо завершает на пятом месте в мировом рейтинге, став первым аргентинцем со времен Гильермо Виласа, попавшим в топ-5.

### 2004—2005 (финал на Ролан Гаррос)
На Открытом чемпионате Австралии 2004 года Кориа выбыл уже в первом раунде, проиграв в трёх сетах французу Сирилу Солнье. В феврале он выигрывает титул на домашнем турнире в Буэнос-Айресе. В финале, как и год назад, Кориа встретился с № 7 в мире Карлосом Мойей и в отличие от прошлого года смог победить 6-4 6-1. В марте на Мастерсе в Индиан-Уэллсе Гильермо дошёл до четвертьфинала, где уступил Агасси. Успешно он выступил на Мастерсе в Майами, сумев выйти в финал. В главном матче турнира он встретился с Энди Роддиком, но досрочно завершил ту встречу в четвёртом сете. Грунтовую часть сезона открыл с выигрыша титула на Мастерсе в Монте-Карло. Кориа смог победить в том числе Давида Налбандяна, Марата Сафина и в финале немца Райнера Шуттлера. Этот успех позволил аргентинцу подняться на самую высокую для себя в карьере третью строчку в рейтинге ATP. На Мастерсе в Гамбурге Кориа добрался до финала, где проиграл первому в мире Роджеру Федереру 6-4 4-6 2-6 3-6.
На главном грунтовом турнире Открытом чемпионате Франции Кориа, посеянный третьим, был в числе фаворитов и смог выйти в финал. В шести матчах до финала Гильермо проиграл только один сет — в полуфинале Тиму Хенмену. В решающем матче он встретился с несеянным соотечественником Гастоном Гаудио, который занимал только 44-е место в мире. Это был первый и пока единственный финал турнира Большого шлема, в котором играли два аргентинца. Кориа уверенно шёл к победе, выиграв первые два сета 6-0, 6-3, а в третьем вёл 40-0 на своей подаче при счёте 4-4 по геймам. В этот момент Гаудио сумел взять подачу Гильермо и переломить ход матча. В четвёртом сете у Кориа начались судороги в ногах, иногда при подаче он не мог даже добить мяч до сетки. В пятом сете Кориа заиграл лучше, он 4 раза вёл с брейком, в том числе подавал на матч при счёте 5-4 и 6-5. При счёте 6-5 у Гильермо было два матчбола, оба раза он пытался активно завершить розыгрыши, но не попадал в корт по ширине (сначала ударом слева, а затем справа). В итоге Гаудио выиграл пятый сет со счётом 8-6, а с ним и матч. До 2019 года Кориа был единственным игроком в «Открытой эре», который проиграл финал турнира Большого шлема, не реализовав матчбол. Многие эксперты сходились во мнении, что после этого матча Кориа, которому тогда было всего 22 года, уже никогда не показывал прежнего уровня игры. После этого турнира Кориа всего пять раз доходил до финала турнира ATP, выиграв один титул.
| Стадия  | Соперник (посев)  | Рейтинг | Счёт                |
| 1 раунд | Николай Давыденко | 57      | 6-4 6-2 6-0         |
| 2 раунд | Хуан Монако       | 143     | 7-5 6-1 6-3         |
| 3 раунд | Марио Анчич       | 73      | 6-3 6-1 6-2         |
| 4 раунд | Николя Эскюде     | 76      | 6-0 — отказ         |
| 1/4     | Карлос Мойя (5)   | 5       | 7-5 7-6(3) 6-3      |
| 1/2     | Тим Хенмен (9)    | 9       | 3-6 6-4 6-0 7-5     |
| Финал   | Гастон Гаудио     | 44      | 6-0 6-3 4-6 1-6 6-8 |

В июне 2004 года Кориа впервые в карьере вышел в финал на траве на турнире в Хертогенбосе, где уступил Микаэлю Льодра. На Уимблдонском турнире он выбывает во втором раунде. Во время матча против Флориана Майера Гильермо получил травму плеча, которая потребовала в августе проведения операции. Из-за этого он пропустил три месяца и вернулся на корт в ноябре. Полученные рейтинговые очки позволили ему в концовке сезона принять участие в Итоговом турнире ATP, на котором, не до конца восстановившийся, Кориа проиграл все три матча в группе (Роддику, Сафину и Хенмену). Сезон он завершил на 7-м месте.
2005 год он начинает с выступления на Кубке Хопмана, где совместно с Хиселой Дулко в составе команды, представляющей Аргентину дошёл до финала. Затем он добивается выхода в четвертьфинал в Окленде и четвёртого раунда на Открытом чемпионате Австралии, где он проиграл Налбандяну. Грунтовую часть сезона он начинает с выхода в финал на Мастерсе в Монте-Карло, где Кориа уступает «новому грунтовому королю» Рафаэлю Надалю. Противостояние Кории с испанцем продолжилось на Мастерсе в Риме, где аргентинец вновь уступает в тяжелом пятисетовом матче 4-6 6-3 3-6 6-4 6-7(6). На Мастерсе в Гамбурге он выходит в четвертьфинал, где проигрывает № 1 в мире Роджеру Федереру. Затем выступил в составе команды Аргентины на неофициальном Командном кубке мира и помог ей дойти до финала. На открытом чемпионате Франции прошлогодний финалист на этот раз смог дойти только до четвёртого раунда, где проиграл Николаю Давыденко 6-2 3-6 6-7(1) 2-6, которого в прошлом году он обыграл на старте турнира в трёх сетах.
На Уимблдонском турнире Кориа продвинулся довольно далеко для своих выступлений на траве, впервые дойдя до четвёртого раунда, где его легко переиграл Энди Роддик. В июле Гильермо выигрывает как позже оказалось последний в своей карьере титул на турнире в Умаге, обыграв в финале Карлоса Мойю. На турнире в Сопоте он доходит до полуфинала. На Открытом чемпионате США в первых раундах ему не попадались грозные соперники (в рейтинге они стояли не выше 42-го места) и вышел впервые в четвертьфинал, где неожиданно уступил 46-му номеру Робби Джинепри. В сентябре Кориа выходит в финал на хардовом турнире в Пекине и опять по ходу сезона уступает его Рафаэлю Надалю. На Итоговом турнире как и год назад он проигрывает все три матча в группе (Федереру, Любичичу и Налбандяну) и покидает турнир.

### Завершение карьеры
После 2005 года результаты аргентинца резко ухудшились. На Открытом чемпионате Австралии 2006 года он смог выйти в третий раунд. В грунтовой части сезона он лишь один раз вышел в четвертьфинал на Мастерсе в Монте-Карло, а Открытый чемпионат Франции и вовсе пропустил, как и позже Уимблдонский турнир. В июле он вышел в полуфинал турнира в Амерсфорте. На Открытом чемпионате США Гильермо в первом же раунде отказался в пятом гейме от продолжение матча против 495-й ракетки мира на тот момент Райана Свитинга. В 2007 году Кориа лишь практически не появлялся на корте, сыграв лишь два матча на «челленджерах». В 2008 году он предпринял попытку возобновить карьеру, но былые результаты так к нему не вернулись. За сезон он сыграл на восьми турнирах ATP и выиграл на них лишь два матча. Последний раз вышел на корт в марте 2009 года на «челленджере» в Бангкоке и уступил в первом раунде Харелу Леви. В апреле того же года Кориа в возрасте 27 лет принял решение завершить профессиональную карьеру.
Я не чувствую в себе желания продолжать играть. Я принял решение - больше я на корт не выйду! Всё это началось ещё в 2005 году, когда я понял, что играю уже не с той страстью, которая отличала меня раньше. В таком спорте, как теннис, тебе надо быть готовым на все 100 процентов. Я очень рад, что наконец-то принял окончательное решение. Теперь я займусь новыми проектами и больше времени буду проводить со своей семьёй.Гильермо Кориа

## Рейтинг на конец года
| Год  | Одиночный рейтинг | Парный рейтинг |
| 2008 | 577               | 510            |
| 2006 | 116               | 488            |
| 2005 | 8                 | 479            |
| 2004 | 7                 | 631            |
| 2003 | 5                 | 209            |
| 2002 | 45                | 698            |
| 2001 | 44                | 1117           |
| 2000 | 88                | 592            |
| 1999 | 722               | 455            |
| 1998 | 874               |                |
| 1997 | 1366              | 1313           |

## Выступления на турнирах

### Финалы турниров Большого шлема в одиночном разряде (1)

#### Поражения (1)
| №  | Год  | Турнир                     | Покрытие | Соперник в финале | Счёт                |
| 1. | 2004 | Открытый чемпионат Франции | Грунт    | Гастон Гаудио     | 6-0 6-3 4-6 1-6 6-8 |

### Финалы турнировATPв одиночном разряде (20)

#### Победы (9)
| Легенда                              |
| ------------------------------------ |
| Турниры Большого шлема (0*)          |
| Итоговый турнир ATP (0)              |
| ATP Мастерс / ATP Мастерс 1000 (2)   |
| АТР International Gold / АТР 500 (2) |
| АТР International / АТР 250 (5)      |

| Титулы по покрытиям | Титулы по месту проведения матчей турнира |
| ------------------- | ----------------------------------------- |
| Хард (0*)           | Зал (1)                                   |
| Грунт (8)           | Зал (1)                                   |
| Трава (0)           | Открытый воздух (8)                       |
| Ковёр (1)           | Открытый воздух (8)                       |

* количество побед в одиночном разряде.
| №  | Дата            | Турнир                  | Покрытие | Соперник в финале | Счёт        |
| 1. | 18 февраля 2001 | Винья-дель-Мар, Чили    | Грунт    | Гастон Гаудио     | 4-6 6-2 7-5 |
| 2. | 11 мая 2003     | Гамбург, Германия       | Грунт    | Агустин Кальери   | 6-3 6-4 6-4 |
| 3. | 20 июля 2003    | Штутгарт, Германия      | Грунт    | Томми Робредо     | 6-2 6-2 6-1 |
| 4. | 27 июля 2003    | Кицбюэль, Австрия       | Грунт    | Николас Массу     | 6-1 6-4 6-2 |
| 5. | 3 августа 2003  | Сопот, Польша           | Грунт    | Давид Феррер      | 7-5 6-1     |
| 6. | 26 октября 2003 | Базель, Швейцария       | Ковёр(i) | Давид Налбандян   | Без игры    |
| 7. | 22 февраля 2004 | Буэнос-Айрес, Аргентина | Грунт    | Карлос Мойя       | 6-4 6-1     |
| 8. | 25 апреля 2004  | Монте-Карло, Монако     | Грунт    | Райнер Шуттлер    | 6-2 6-1 6-3 |
| 9. | 31 июля 2005    | Умаг, Хорватия          | Грунт    | Карлос Мойя       | 6-2 4-6 6-2 |

#### Поражения (11)
| №   | Год              | Турнир                     | Покрытие | Соперник в финале   | Счёт                   |
| 1.  | 6 мая 2001       | Мальорка, Испания          | Грунт    | Альберто Мартин     | 3-6 6-3 2-6            |
| 2.  | 15 сентября 2002 | Коста-ду-Сауипе, Бразилия  | Хард     | Густаво Куэртен     | 7-6(4) 5-7 6-7(2)      |
| 3.  | 23 февраля 2003  | Буэнос-Айрес, Аргентина    | Грунт    | Карлос Мойя         | 3-6 6-4 4-6            |
| 4.  | 20 апреля 2003   | Монте-Карло, Монако        | Грунт    | Хуан Карлос Ферреро | 2-6 2-6                |
| 5.  | 4 апреля 2004    | Майами, США                | Хард     | Энди Роддик         | 7-6(2) 3-6 1-6 — отказ |
| 6.  | 16 мая 2004      | Гамбург, Германия          | Грунт    | Роджер Федерер      | 6-4 4-6 2-6 3-6        |
| 7.  | 6 июня 2004      | Открытый чемпионат Франции | Грунт    | Гастон Гаудио       | 6-0 6-3 4-6 1-6 6-8    |
| 8.  | 20 июня 2004     | Хертогенбос, Нидерланды    | Трава    | Микаэль Льодра      | 3-6 4-6                |
| 9.  | 17 апреля 2005   | Монте-Карло, Монако (2)    | Грунт    | Рафаэль Надаль      | 3-6 1-6 6-0 5-7        |
| 10. | 8 мая 2005       | Рим, Италия                | Грунт    | Рафаэль Надаль      | 4-6 6-3 3-6 6-4 6-7(6) |
| 11. | 18 сентября 2005 | Пекин, Китай               | Хард     | Рафаэль Надаль      | 7-5 1-6 2-6            |

### Финалы челленджеров и фьючерсов в одиночном разряде (11)

#### Победы (8)
| Условные обозначения |
| Челленджеры (6*)     |
| Фьючерсы (2+3)       |

| Титулы по покрытиям | Титулы по месту проведения матчей турнира |
| ------------------- | ----------------------------------------- |
| Хард (0*)           | Зал (0)                                   |
| Грунт (8+3)         | Зал (0)                                   |
| Трава (0)           | Открытый воздух (8+3)                     |
| Ковёр (0)           | Открытый воздух (8+3)                     |

* количество побед в одиночном разряде + количество побед в парном разряде.
| №  | Дата            | Турнир                  | Покрытие | Соперник в финале   | Счёт           |
| 1. | 5 марта 2000    | Темуко, Чили            | Грунт    | Мариано Дельфино    | 6-1 6-3        |
| 2. | 2 апреля 2000   | Санта-Фе, Аргентина     | Грунт    | Диего Мойано        | 7-6(0) 6-4     |
| 3. | 22 октября 2000 | Лима, Перу              | Грунт    | Хуан Антонио Марин  | 6-0 7-6(7)     |
| 4. | 29 октября 2000 | Сан-Паулу, Бразилия     | Грунт    | Томас Беренд        | 7-5 6-1        |
| 5. | 19 ноября 2000  | Монтевидео, Уругвай     | Грунт    | Хосе Акасусо        | 6-3 6-7(9) 6-2 |
| 6. | 26 ноября 2000  | Буэнос-Айрес, Аргентина | Грунт    | Альберто Берасатеги | 6-1 4-6 6-4    |
| 7. | 9 июня 2002     | Простеёв, Чехия         | Грунт    | Иржи Новак          | 6-3 6-3        |
| 8. | 23 июня 2002    | Лугано, Швейцария       | Грунт    | Джорджо Галимберти  | 6-3 6-0        |

#### Поражения (3)
| №  | Дата            | Турнир                 | Покрытие | Соперник в финале        | Счёт       |
| 1. | 25 октября 1998 | Ресистенсия, Аргентина | Грунт    | Роберто Марсело Альварес | 4-6 1-6    |
| 2. | 26 марта 2000   | Кордова, Аргентина     | Грунт    | Мариано Дельфино         | 2-6 2-6    |
| 3. | 7 января 2001   | Сан-Паулу, Бразилия    | Хард     | Флавио Саретта           | 6-7(7) 2-6 |

### Финалы челленджеров и фьючерсов в парном разряде (5)

#### Победы (3)
| №  | Дата          | Турнир             | Покрытие | Партнёр         | Соперники в финале               | Счёт           |
| 1. | 2 мая 1999    | Кордова, Аргентина | Грунт    | Давид Налбандян | Марсело Шарпентье Андрес Шнайтер | 6-1 6-0        |
| 2. | 20 июня 1999  | Турин, Италия      | Грунт    | Давид Налбандян | Крейг Кэмпбелл Мирко Пехар       | 7-6(5) 6-3     |
| 3. | 7 ноября 1999 | Росарио, Аргентина | Грунт    | Давид Налбандян | Энцо Артони Андрес Шнайтер       | 6-1 6-7(1) 6-4 |

#### Поражения (2)
| №  | Дата            | Турнир             | Покрытие | Партнёр               | Соперники в финале                | Счёт        |
| 1. | 26 апреля 1999  | Кордова, Аргентина | Грунт    | Давид Налбандян       | Алешандри Симони Дамиан Фурмански | 2-6 5-7     |
| 2. | 27 февраля 2000 | Осорно, Чили       | Грунт    | Игнасио Гонсалес-Кинг | Флавио Саретта Адриано Феррейра   | 7-5 4-6 0-6 |

### Финалы командных турниров (2)

#### Поражения (2)
| №  | Год  | Турнир               | Команда                                                | Соперник в финале                                 | Счёт |
| 1. | 2005 | Кубок Хопмана        | Аргентина · Дулко, Кориа                               | Словакия · Гантухова,Хрбаты                       | 1-2  |
| 2. | 2005 | Командный Кубок мира | Аргентина · Г. Гаудио, Г. Каньяс, Г. Кориа, Х. И. Чела | Германия · А. Васке, Ф. Майер, Н. Кифер, Т. Хаас, | 1-2  |

## История выступлений на турнирах
| Турниры Большого шлема       |       |       |       |        |        |        |       |       |        |         |
| Открытый чемпионат Австралии | -     | 2Р    | -     | 4Р     | 1Р     | 4Р     | 3Р    | -     | 0 / 5  | 9-5     |
| Открытый чемпионат Франции   | 2Р    | 1Р    | 3Р    | 1/2    | Ф      | 4Р     | -     | 1Р    | 0 / 7  | 17-7    |
| Уимблдонский турнир          | -     | 1Р    | -     | 1Р     | 2Р     | 4Р     | -     | -     | 0 / 4  | 4-4     |
| Открытый чемпионат США       | K     | -     | 3Р    | 1/4    | -      | 1/4    | 1Р    | -     | 0 / 4  | 10-4    |
| Итог                         | 0 / 1 | 0 / 3 | 0 / 2 | 0 / 4  | 0 / 3  | 0 / 4  | 0 / 2 | 0 / 1 | 0 / 20 |         |
| В/П в сезоне                 | 1-1   | 1-3   | 4-2   | 12-4   | 7-3    | 13-4   | 2-2   | 0-1   |        | 40-20   |
| Итоговые турниры             |       |       |       |        |        |        |       |       |        |         |
| Итоговый турнир ATP          | -     | -     | -     | Группа | Группа | Группа | -     | -     | 0 / 3  | 1-8     |
| Турниры Мастерс              |       |       |       |        |        |        |       |       |        |         |
| Индиан-Уэллc                 | -     | -     | -     | 3Р     | 1/4    | 4Р     | -     | -     | 0 / 3  | 7-3     |
| Майами                       | -     | 3Р    | 3Р    | 4Р     | Ф      | 3Р     | 3Р    | -     | 0 / 6  | 13-6    |
| Монте-Карло                  | -     | 1/2   | 1Р    | Ф      | П      | Ф      | 1/4   | -     | 1 / 6  | 23-5    |
| Гамбург                      | -     | -     | -     | П      | Ф      | 1/4    | 1Р    | -     | 1 / 4  | 14-3    |
| Мадрид                       | -     | -     | K     | -      | -      | 3Р     | -     | -     | 0 / 1  | 1-1     |
| Рим                          | -     | 2Р    | -     | 3Р     | -      | Ф      | 1Р    | -     | 0 / 4  | 8-4     |
| Торонто/Монреаль             | -     | -     | -     | 1Р     | 1Р     | 1Р     | -     | -     | 0 / 3  | 0-3     |
| Цинциннати                   | -     | 1Р    | 2Р    | 1/4    | -      | 2Р     | -     | -     | 0 / 4  | 5-4     |
| Париж                        | -     | -     | 1Р    | 3Р     | -      | 2Р     | -     | -     | 0 / 3  | 1-2     |
| Статистика за карьеру        |       |       |       |        |        |        |       |       |        |         |
| Проведено финалов            | 0     | 2     | 1     | 7      | 6      | 4      | 0     | 0     |        | 20      |
| Выиграно турниров            | 0     | 1     | 0     | 5      | 2      | 1      | 0     | 0     |        | 9       |
| В/П: всего                   | 3-4   | 26-15 | 22-16 | 60-16  | 39-14  | 55-27  | 11-14 | 2-8   |        | 218-114 |
| Σ % побед                    | 43 %  | 63 %  | 58 %  | 79 %   | 74 %   | 67 %   | 44 %  | 20 %  |        | 66 %    |